# Swartzia dipetala
Swartzia dipetala är en ärtväxtart som beskrevs av Julius Rudolph Theodor Vogel. Swartzia dipetala ingår i släktet Swartzia och familjen ärtväxter. Inga underarter finns listade i Catalogue of Life.